# Heba Fastighets AB

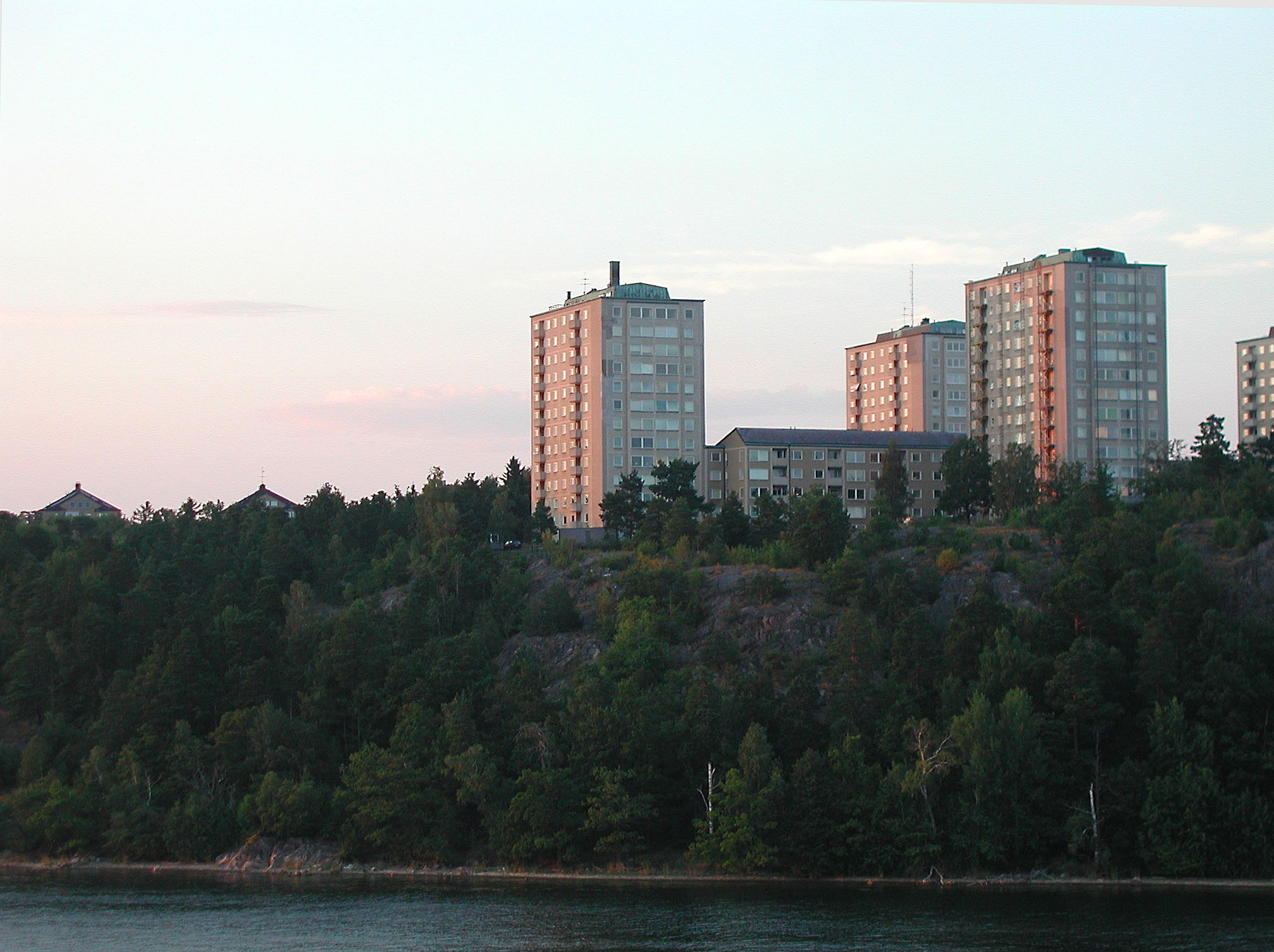
Bostadshus på Fregattvägen på Lidingö, byggda 1959–1960.

Heba Fastighets AB är ett svenskt fastighetsbolag som grundades 1952 av byggmästarna Folke Ericsson (1905–1998) och Karl Holmberg (1886–1964), namnet var då Heba Byggnads AB. Heba är en akronym för Holmberg-Ericsson Byggnadsaktiebolag. 
Heba äger och förvaltar bostäder och samhällsfastigheter i Stockholmsregionen, Uppsala och Mälardalen. 2021 äger och förvaltar bolaget 65 fastigheter i främst Stockholm med ett sammanlagt fastighetsvärde på drygt 12 miljarder kronor.
Majoriteten av bolaget ägs och kontrolleras av grundarnas familjer.

## Historik
Företagets första byggprojekt med 96 lägenheter stod klart 1954, genom fastigheten Datumblocket 1 i Vällingby. Fler byggprojekt följde bland annat på Lidingö och Södermalm i Stockholm. 
Under 1960-talet stärkte bolaget sin roll inom fastighetsförvaltning, och expanderade under 1970-talet genom förvärv av fastigheter. Under 1980-talet expanderade bolaget genom förvärv av både företag och fastigheter även utanför Stockholm. Bolaget noterades på Stockholmsbörsen, Nasdaq Mid Cap, 1994 och namnändrades då till Heba Fastighets AB. Fastigheterna koncentrerades till Stockholmsregionen. Under 2000-talet återtar bolaget rollen som byggmästare och stärker den rollen under 2010-talet genom flera förvärv av nyproduktion.  